# Nesapterus inauratus
Nesapterus inauratus är en skalbaggsart som först beskrevs av Sharp 1881.  Nesapterus inauratus ingår i släktet Nesapterus och familjen glansbaggar. Inga underarter finns listade i Catalogue of Life.